# Karłomysz
Karłomysz, szczuroskok (Heteromys) – rodzaj ssaków z podrodziny karłomyszy (Heteromyinae) w obrębie rodziny karłomyszowatych (Heteromyidae).

## Rozmieszczenie geograficzne
Rodzaj obejmuje gatunki występujące w Ameryce.

## Morfologia
Długość ciała (bez ogona) 102–162 mm, długość ogona 81–197 mm, długość ucha 12–22 mm, długość tylnej stopy 22–43 mm; masa ciała 30–110 g.

## Systematyka
Rodzaj zdefiniował w 1817 roku francuski zoolog Anselme Gaëtan Desmarest w rozdziale poświęconym chomikowi, opublikowanym w 14 tomie nowego wydania słownika historii naturalnej. Gatunkiem typowym jest (oznaczenie monotypowe) karłomysz leśna (H. anomalus).

### Etymologia
- Heteromys: gr. ἑτερος heteros ‘inny”’, różny; μυς mus, μυoς muos ‘mysz’[14].
- Saccomys (Sacomys): gr. σακκος sakkos ‘worek, torba’; μυς mus, μυoς muos ‘mysz’[15]. Gatunek typowy (oznaczenie monotypowe): Saccomys anthophilus F. Cuvier, 1823 (nomen dubium).
- Dasynotus: gr. δασυς dasus ‘włochaty, kosmaty, kudłaty’; -νωτος -nōtos ‘-tyły, -grzbiety’, od νωτον nōton ‘tył, grzbiet’[16].
- Liomys: gr. λειος leios ‘gładki, zwykły’; μυς mus, μυoς muos ‘mysz’[17]. Gatunek typowy (oryginalne oznaczenie): Heteromys alleni[c] Coues, 1881.
- Xylomys: gr. ξυλον xulon ‘las’; μυς mus, μυoς muos ‘mysz’[18]. Gatunek typowy (oryginalne oznaczenie): Heteromys (Xylomys) nelsoni Merriam, 1902.
- Schaeferia: prof. dr. Hans-Eckart Schaefer (ur. 1936), niemiecki patolog[7]. Gatunek typowy (oryginalne oznaczenie): Heteromys salvini O. Thomas, 1893.

### Podział systematyczny
Do rodzaju Heteromys włączono na podstawie badań molekularnych rodzaj Liomys; w takim ujęciu do rodzaju należą następujące gatunki:
| Podrodzaj  | Grafika | Gatunek                  | Autor i rok opisu                       | Nazwa zwyczajowa        | Podgatunki         | Rozmieszczenie geograficzne | Podstawowe wymiary                                  | Status IUCN |
| ---------- | ------- | ------------------------ | --------------------------------------- | ----------------------- | ------------------ | --- | --------------------------------------------------- | ----------- |
| Schaeferia |         | Heteromys salvini        | O. Thomas, 1893                         | szczuroskok skalny      | 3 podgatunki       | od południowego Meksyku (południowo-wschodnia Oaxaca i południowy Chiapas) na południe do środkowej Kostaryki                                  | DC: 10,8–11,4 cm DO: 8,1–15,5 cm MC: około 45 g     | LC          |
| Schaeferia |         | Heteromys adspersus      | W.C.H. Peters, 1874                     | szczuroskok panamski    | gatunek monotypowy | Panama (półsuche sawanny, głównie po stronie Oceanu Spokojnego)                                                                                | DC: 12,3–12,7 cm DO: 10,7–14,8 cm MC: brak danych   | LC          |
| Liomys     |         | Heteromys irroratus      | J.E. Gray, 1868                         | szczuroskok meksykański | 6 podgatunków      | południowe Stany Zjednoczone (południowy Teksas) i Meksyk (od południowego Chihuahua i środkowego Nuevo León na południe do Oaxaca)            | DC: 11,9–12,5 cm DO: 9,6–16,9 cm MC: 34–50 g        | LC          |
| Liomys     |         | Heteromys bulleri        | O. Thomas, 1893                         |                         | gatunek monotypowy | endemit Meksyku: zachodnio-środkowe Jalisco | DC: 23–25 cm DO: 11,3–12,8 cm MC: brak danych       | NE          |
| Liomys     |         | Heteromys spectabilis    | (Genoways, 1971)                        | szczuroskok górski      | gatunek monotypowy | endemit Meksyku: południowo-wschodnie Jalisco                                                                                                  | DC: 10,2–10,9 cm DO: 12,3–14,3 cm MC: około 65 g    | EN          |
| Liomys     |         | Heteromys pictus         | O. Thomas, 1893                         | szczuroskok barwny      | 4 podgatunki       | Meksyk (wybrzeże północnej Sonory do Chiapas i południowe Veracruz) oraz zachodnia Gwatemala                                                   | DC: około 11 cm DO: 9,1–16,8 cm MC: 30–80 g         | LC          |
| Xylomys    |         | Heteromys nelsoni        | C.H. Merriam, 1902                      | karłomysz stokowa       | gatunek monotypowy | południowy Meksyk (południowe Chiapas) i sąsiadująca zachodnia Gwatemala                                                                       | DC: 15,1–16,2 cm DO: 18,6–19,7 cm MC: 60–110 g      | EN          |
| Heteromys  |         | Heteromys anomalus       | (J.V. Thompson, 1815)                   | karłomysz leśna         | 4 podgatunki       | środkowa i północna Kolumbia (wraz doliną rzeki Magdalena), północna Wenezuela (kontynent i wyspa Margarita) oraz Trynidad i Tobago (Trynidad) | DC: 12,9–13,4 cm DO: 15–15,6 cm MC: brak danych     | LC          |
| Heteromys  |         | Heteromys catopterius    | R.P. Anderson & Gutiérrez, 2009         | karłomysz wenezuelska   | 2 podgatunki       | endemit Wenezueli: lasy w Kordylierze Nadbrzeżnej                                                                                              | DC: około 13,2 cm DO: około 16,6 cm MC: brak danych | LC          |
| Heteromys  |         | Heteromys oasicus        | R.P. Anderson, 2003                     | karłomysz półwyspowa    | gatunek monotypowy | endemit Wenezueli: Cerro Santa Ana i Fila de Monte Cano na półwyspie Paraguaná (Falcón)                                                        | DC: około 11,8 cm DO: około 11,9 cm MC: około 44 g  | EN          |
| Heteromys  |         | Heteromys australis      | O. Thomas, 1901                         | karłomysz południowa    | [3 podgatunki      | wschodnia Panama, zachodnia Kolumbia (włącznie z Andami), północno-zachodni Ekwador i zachodnia Wenezuela (Cordillera de Mérida, Falcón)       | DC: 12–12,8 cm DO: 13,6–14 cm MC: brak danych       | LC          |
| Heteromys  |         | Heteromys teleus         | R.P. Anderson & Jarrín-Valladeres, 2002 | karłomysz ekwadorska    | gatunek monotypowy | endemit Ekwadoru: zachodnie zbocza Andów (rzeki Esmeraldas i Guayllabamba na południe do Cerros de Colonche)                                   | DC: około 13,5 cm DO: około 14,6 cm MC: brak danych | VU          |
| Heteromys  |         | Heteromys gaumeri        | J.A. Allen & F.M. Chapman, 1897         | karłomysz jukatańska    | gatunek monotypowy | lasy półwyspu Jukatan (południowo-wschodni Maksyk, północne Belize i północna Gwatemala)                                                       | DC: 12,3–12,5 cm DO: 14,6–15,1 cm MC: 43–70 g       | LC          |
| Heteromys  |         | Heteromys desmarestianus | J.E. Gray, 1868                         | karłomysz kolczasta     | 11 podgatunków     | wilgotne lasy w południowym Meksyku (na południe od Veracruz i Tabasco) do północno-zachodniej Kolumbii                                        | DC: 13–13,3 cm DO: 14,2–14,8 cm MC: 61–83 g         | LC          |
| Heteromys  |         | Heteromys goldmani       | C.H. Merriam, 1902                      | karłomysz dżunglowa     | gatunek monotypowy | silnie zalesione zbocze od strony Oceanu Spokojnego w Sierra Madre w południowym Meksyku i południowo-zachodniej Gwatemali                     | DC: około 14,7 cm DO: około 19 cm MC: brak danych   | NE          |
| Heteromys  |         | Heteromys nubicolens     | R.P. Anderson & Timm, 2006              | karłomysz kostarykańska | gatunek monotypowy | endemit Kostaryki: Cordillera de Tilarán i Cordillera de Guanacaste                                                                            | DC: około 14,6 cm DO: około 17,5 cm MC: brak danych | NE          |
| Heteromys  |         | Heteromys oresterus      | W.P. Harris, 1932                       | karłomysz górska        | gatunek monotypowy | endemit Kostaryki: północny kraniec Cordillera de Talamanca (prowincje Cartago i San José)                                                     | DC: 14,1–15,9 cm DO: 16,9–17,5 cm MC: brak danych   | LC          |

Kategorie IUCN:  LC  – gatunek najmniejszej troski,  VU  – gatunek narażony,  EN  – gatunek zagrożony, ;  NE  – gatunki niepoddane jeszcze ocenie.